# Ляски (Западно-Варшавский повет)
Ля́ски (пол. Laski) — село в Польше в сельской гмине Изабелин Западно-Варшавского повета Мазовецкого воеводства.
Село располагается на краю Кампиносской пущи. Село связано с Варшавой автобусами № 701, 708.

## История
Село было основано в начале XVII века на месте вырубленного леса и в XVIII веке формировалось вокруг усадьбы Дашевских. В начале XX века земельный участок, на котором располагается село, был передан собственницей в дар Обществу попечения о слепых, основанному в 1911 году блаженной матерью Эльжбетой Розой Чацкой (1876—1961), для основания здесь заведения для незрячих. Поддержку заведению оказывал ксендз Владислав Корнилович (1884—1946).
До война Второй мировой войны в селе действовали приют для детей и Дом матери. В 1942 году в окрестностях села были расстреляны 155 местных евреев. Во время Варшавского восстания в селе скрывался будущий кардинал священник Стефан Вышинский, который был капелланом подпольной группы Армии Крайовой «Кампинос».
С 16 по 22 мая 1947 года в окрестностях села Польский красный крест обнаружил место массовых экзекуций. Останки жертв были перезахоронены на Пальмирском кладбище.
В 1975—1998 годах село входило в состав Варшавского воеводства.

## Достопримечательности
- Церковь Пресвятой Девы Марии Королевы Мексики. Построена в 80-е годы XX столетия;
- Церковь Пресвятой Девы Марии Ангельской. Построена в 1925 году по проекту архитектора Лукаша Вольского.
- Лесное кладбище, на котором похоронены многие известные польские деятели культуры, политики и науки.